# Ernst H. Graeser
Ernst Heinrich Graeser (* 8. Mai 1884 in Kronstadt, Siebenbürgen, Österreich-Ungarn; † 10. Dezember 1944 in Stuttgart-Sillenbuch) war ein deutsch-österreichischer Maler.

## Leben

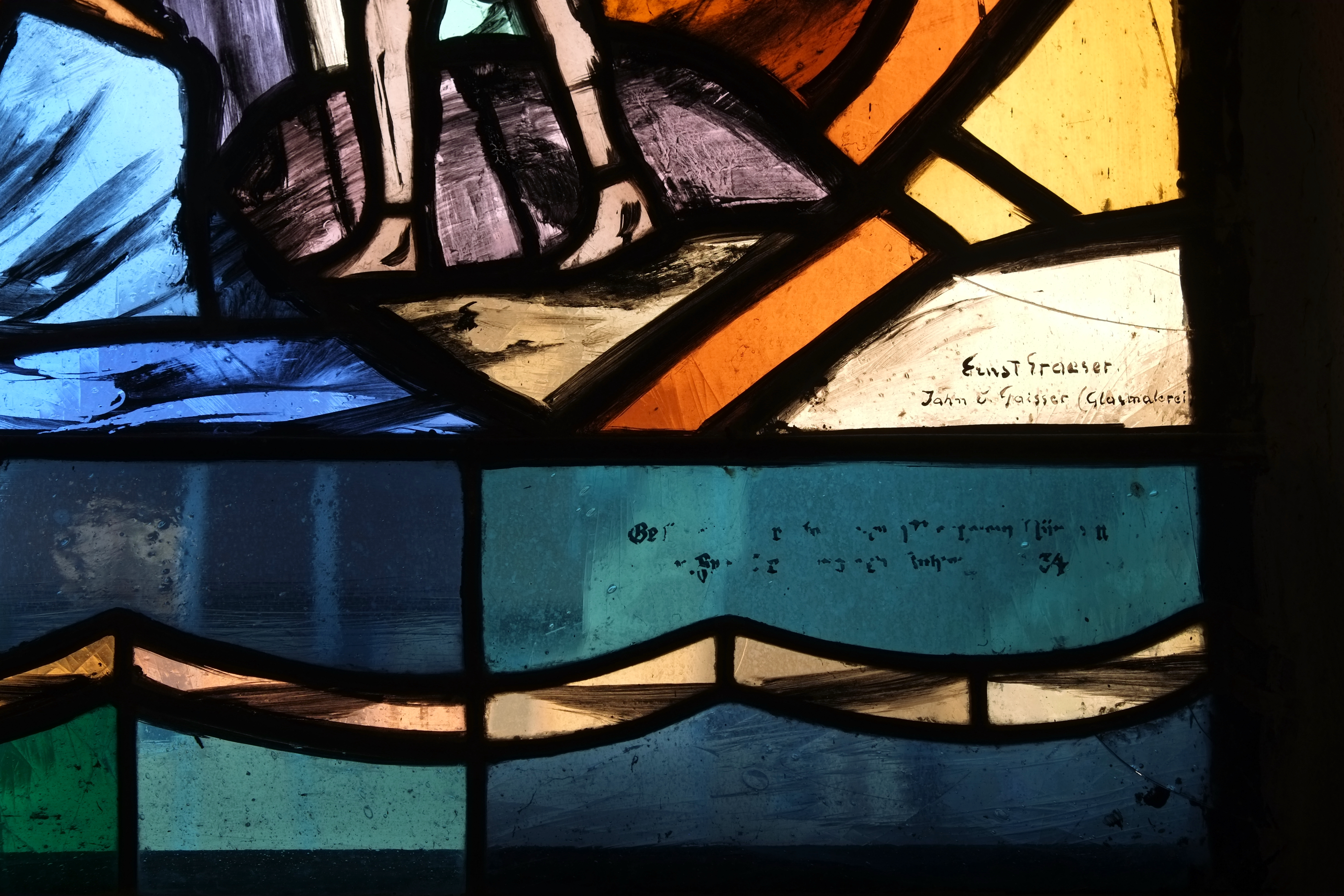
Signatur von Ernst Graeser im Chorfenster der Evangelischen Dreifaltigkeitskirche in Dörzbach

Ernst Graeser wurde als jüngstes von fünf Kindern im siebenbürgischen Kronstadt, dem heutigen Brașov (Rumänien), geboren. Die Eltern kamen aus angesehenen protestantischen Familien mit bedeutenden siebenbürgischen Vorfahren. Seine älteren Brüder Karl und Gusto Gräser waren im Jahre 1900 Mitbegründer der einflussreichen Reformersiedlung auf dem Monte Verità bei Ascona. Ernst Graeser war wie seine Brüder vielseitig begabt: zeichnerisch, musikalisch (Geige) und sprachlich (Gedichte). 1899 begann er eine Ausbildung zum Architekten. 
Um sich ganz der „Wahrheit“, der Kunst, widmen zu können, entschied er sich ab 1902 zur Laufbahn des Malers. Zunächst studierte er an der Akademie der bildenden Künste in München, dann folgten Studienaufenthalte in Zürich und Ascona, von 1908 bis 1914 absolvierte er ein Studium an der Königlich Württembergischen Akademie der bildenden Künste Stuttgart. Seine Professoren waren dort Christian Landenberger und Adolf Hölzel.
Graeser stand bereits in diesen Jahren den Gedanken von Rudolf Steiner und dessen Anthroposophie sehr nahe. Er heiratete 1916 die Baronesse Klementine von Pongracz, die er in München während seines dortigen Studiums kennengelernt hatte. Die Ehe blieb kinderlos. Das Ehepaar wohnte nach der Heirat in verschiedenen Wohnungen im Großraum Stuttgart, zuletzt dauerhaft in Stuttgart-Sillenbuch.
Mitbedingt durch die Teilnahme an einer Vielzahl von Ausstellungen erwarb sich Graeser einen großen Bekanntheitsgrad, was u. a. 1920 zur Ehrenmitgliedschaft bei der Dresdner Kunstgenossenschaft führte. Drei Jahre später war er Gründungsmitglied der Stuttgarter Sezession (1923–1932), an deren Ausstellungen er jährlich teilnahm. 1923, 1924 und 1927 wurde er dort als Jurymitglied berufen.
1931 erlitt Graeser durch den Brand des Münchner Glaspalastes einen herben wirtschaftlichen Verlust. Mit dem gesamten Ausstellungsgebäude wurden acht große Gemälde Graesers zerstört. Gute Bekannte und Wegbegleiter in diesen Jahren waren u. a. die evangelischen Pfarrer Friedrich Weinbrenner und Karl Knoch, der Waldorflehrer Ernst Uehli sowie der Schriftsteller Ernst Bacmeister. Vermutlich aus politischen Gründen unterblieb Mitte der 1930er Jahre eine geplante Berufung zum Professor an der Berliner Kunstakademie.
In der Zeit um den Ersten Weltkrieg drückte Graeser den Kampf des „Guten gegen das Böse“ in vielen bildnerischen Darstellungen aus. Zum Ende der 1930er Jahre äußerten sich seine Gefühle gegenüber dem problematischen gesellschaftlichen Zeitgeschehen vor allem in Gedichtform. Die in freien Rhythmen formulierten Gedichte fasste er um 1942 in der Gedichtsammlung Samen für die neue Erde zusammen.
Graeser erlag 1944 nach langem Krankenlager einem Krebsleiden. Seine Urne wurde auf dem Stuttgarter Waldfriedhof beigesetzt. Die Traueransprache hielt Pfarrer Rudolf Daur.

## Werk
Graeser war ein sehr vielseitiger Künstler, der sich zeitlebens auf keinen bestimmten Kunststil festlegen ließ. Am ehesten können viele seiner Gemälde dem Spätimpressionismus zugeordnet werden.
Um sich eine innere Freiheit für seine vielfältige Kunst zu bewahren, verzichtete er bewusst auf Popularität und Marktgängigkeit.
Heute befinden sich von ihm u. a. in den Depots der Staatsgalerie und des Kunstmuseums Stuttgart zahlreiche Gemälde und graphische Arbeiten.
Nachweisbar sind in den Jahren 1907 bis zu seinem Tod insgesamt 42 Einzel- und Kollektiv-Ausstellungen. Zuletzt erschien seine Radierung Engelskampf in einer Symbolismus-Ausstellung im italienischen Ferrara.
Die frühesten Werke seiner Studienzeit waren vorwiegend Radierungen. Viele davon sind dem Symbolismus zuzuordnen. Die Radierung gehörte in diesen Jahren zu seinen Lieblingstechniken.
Um die Zeit des Ersten Weltkrieges bildete der Themenkreis „Gewalt, Krieg und Tod“ einen besonderen Schwerpunkt. Auf zahlreiche patriotische Kompositionen folgte gegen Ende des Krieges Kritisches.
Für Ölgemälde entwickelte Graeser um die gleiche Zeit einen für seine Person charakteristischen Monumentalstil mit großflächig aufgetragener Farbe. Er setzte diesen Stil vorwiegend zur Darstellung von biblischen Themen ein. Die Kunstkritik nennt ihn den bedeutendsten, auf alle Fälle innerlichsten religiösen Maler seiner Generation.
Nach dem Ersten Weltkrieg wurde die Landschaftsmalerei eindeutiger Schwerpunkt seines künstlerischen Schaffens. Graeser wurde von der Presse bald als „Frühlingsgraeser“ bezeichnet.
Die Vielseitigkeit Graesers zeigt sich auch in weiteren unterschiedlichsten Darstellungsformen: in seinen Kohle-, Feder- und Tusche-Zeichnungen, seinen teilweise großflächigen Aquarellen, in Buchillustrationen sowie seiner Porträtmalerei.
Ende der 1920er Jahre begann Graeser mit dem Entwurf von Glasfenstern für Kirchen. Von einer großen Zahl an ausgeführten Aufträgen sind heute noch 17 Standorte bekannt, darunter die 1929 geschaffenen drei neun Meter hohen Fenster für den Chor der Backnanger Stiftskirche. Das letzte bekannte und erhaltene Fenster entwarf er 1939 für den Chor der St.Bernhardt-Kirche in Esslingen. Nach heutigem Wissen sind jedoch keine seiner für Kirchen und öffentliche Gebäude ausgeführten Fresken mehr erhalten.